# Zoran Ubavič
Zoran Ubavič (Ljubljana, 1965. október 28. – 2015. november 21.) válogatott szlovén labdarúgó, csatár. Egyszeres szlovén bajnoki gólkirály (1991–92).

## Pályafutása

### Klubcsapatban
1983 és 1995 között az Olimpija Ljubljana, 1995 és 1997 között a HIT Nova Gorica, 1997–98-ban a Slavija Ljubljana, 1998 és 2002 között az NK Ljubljana labdarúgója volt. Az Olimpia csapatával négy szlovén bajnoki címet és egy kupagyőzelmet ért el. Az 1991–92-es idényben 29 góllal bajnoki gólkirály lett. A Gorica csapatával egy bajnoki címet nyert.

### A válogatottban
1992-ben egy alkalommal szerepelt a szlovén válogatottban.

## Sikerei, díjai
Olimpija Ljubljana
- Szlovén bajnokság
  - bajnok (4): 1991–92, 1992–93, 1993–94, 1994–95
  - gólkirály: 1991–92 (29 gól)
- Szlovén kupa
  - győztes: 1993

 HIT Nova Gorica
- Szlovén bajnokság
  - bajnok: 1995–96

## Statisztika

### Mérkőzése a szlovén válogatottban
| Szlovénia | Szlovénia       | Szlovénia                 | Szlovénia  | Szlovénia | Szlovénia | Szlovénia  | Szlovénia | Szlovénia |
| #         | Dátum           | Helyszín                  | Hazai      | Eredmény  | Vendég    | Kiírás     | Gólok     | Esemény   |
| --------- | --------------- | ------------------------- | ---------- | --------- | --------- | ---------- | --------- | --------- |
| 1.        | 1992. június 3. | Tallinn, Kadriorg Stadion | Észtország | 1 – 1     | Szlovénia | barátságos | -         | 46'       |
|           | Összesen        |                           |            | 1         | mérkőzés  |            | 0         | gól       |